# 미국 이스라엘 공공문제위원회
미국 이스라엘 공공문제위원회(美國 이스라엘 公共問題委員會 , 영어: American Israel Public Affairs Committee, AIPAC)는 미국의 유대인 로비단체이다. 재미(在美) 유대인 7명에 의해 1947년 워싱턴DC에서 시작되어, 1953년 정식 로비단체로 확대되었다. 유대인의 단결을 통해 미국의 친(親)이스라엘 정책을 유지ㆍ확대하는 것을 목표로 한다. AIPAC은 435개 연방 하원 선거구 모두에 관련 조직이 있다. 연례총회 마지막날에는 그동안 미국 의회내 활동을 분석해 AIPAC에 우호적인 활동을 벌인 의원들을 성적순으로 발표한다. 4년 임기의 회장은 미국 대선보다 1년 먼저 선출해서 미국 대선과 긴밀하게 연결되도록 한다. 650만 재미 유대인 가운데 2만여명이 핵심적으로 재정기여를 하고 100달러 이상의 기부금을 내는 회원도 30만명에 달하는 것으로 알려져 있다.

## 같이 보기
- 이사이아 케넨(영어판): 캐나다 토론토에서 태어난 우크라이나계 유대인 출신의 AIPAC 설립자
- 시오니즘

## 참고
1. ↑  `미국을 움직이는' 막강집단, AIPAC연합뉴스, 2012년 3월 4일
2. ↑  '미국을 움직이는' 막강집단, AIPAC 보관됨 2016-03-04 - 웨이백 머신세계일보, 2012년 3월 5일